# هارولد ویتلوک
هارولد ویتلوک (انگلیسی: Harold Whitlock؛ ۱۶ دسامبر ۱۹۰۳ – ۲۷ دسامبر ۱۹۸۵) ورزشکار دو و میدانی اهل بریتانیا بود.